# Pier Luigi Lamorgese
Pier Luigi Lamorgese (Potenza, 21 luglio 1948) è un ex arbitro di calcio italiano.

## Carriera
Per la C.A.I. Commissione Arbitri interregionale inizia a dirigere nel campionato Interregionale ed in Serie C2 e Serie C1 nel 1977. Per la Commissione Arbitri Nazionale, la C.A.N. dirige per sette stagioni in Serie B, totalizzando 63 direzioni nel campionato cadetto, dove ha esordito il 21 giugno 1981 nell'ultima gara di campionato Monza-Foggia (1-0). Nella massima serie dirige solo due stagioni, l'esordio in Serie A a Bergamo il 13 gennaio 1985 nella partita Atalanta-Sampdoria (0-0), in tutto dirige cinque incontri, l'ultimo dei quali al Meazza di Milano il 20 aprile 1986, ed è stata la partita Inter-Como (3-2).

## Biografia
Nella stagione 1985 ha ricevuto il prestigioso Premio Florindo Longagnani un riconoscimento della Sezione A.I.A. di Modena, annualmente assegnata al miglior arbitro esordiente nel massimo campionato italiano.